# Staatenimmunität

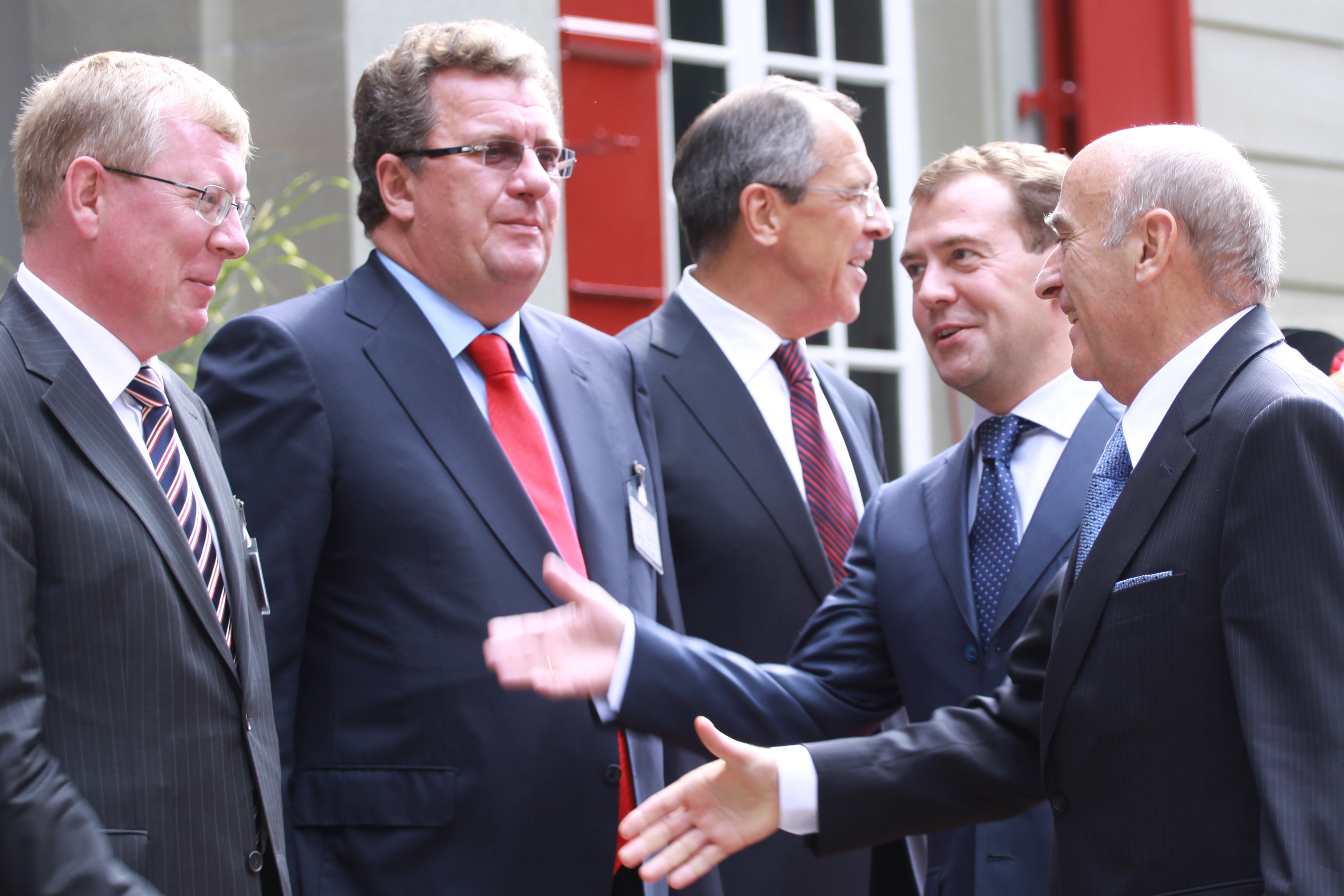
Staatsoberhäupter genießen im Ausland Immunität von jeglicher Verfolgung, hier der russische Präsident Dmitri Medwedew (2. v. r.) anlässlich eines Staatsbesuchs in der Schweiz am 21. September 2009 in Bern.

Staatenimmunität ist ein Grundsatz des Völkerrechts, der besagt, dass die Hoheitsakte eines Staates nicht von den Gerichten eines anderen Staates überprüft werden können. Ausgehend von der Unabhängigkeit und Gleichheit souveräner Staaten ist es keinem Staat gestattet, über einen anderen Staat zu Gericht zu sitzen: par in parem non habet iudicium. Dies bezieht sich jedoch nur auf hoheitliches Handeln des Staates, nicht auf dessen privatrechtliche Tätigkeit. Meinungsverschiedenheiten unter Staaten müssen ggf. vor internationalen Gerichten, z. B. dem Internationalen Gerichtshof, ausgetragen werden.
Ausprägung der Staatenimmunität ist die Unverletzlichkeit des Staatsoberhaupts eines Landes im Ausland. Das Staatsoberhaupt unterliegt kraft Amtes keiner Haft, Festnahme, Strafverfolgung oder sonstiger Zwangsmaßnahmen des Gastlandes. Dasselbe gilt für amtierende Regierungschefs und Minister von Regierungen anderer Staaten und die sie amtlich begleitenden Angehörigen und ihr sonstiges Gefolge bei Besuchen in amtlicher Eigenschaft. Während die Immunität für Handlungen in Ausübung des Amtes auch nach Ende der Amtszeit fortbesteht, endet sie in Bezug auf private Handlungen mit dem Ende der Amtszeit.
Durch neuere Entwicklungen im Völkerrecht wird die Immunität des Staatsoberhaupts für die Kernverbrechen des Völkerstrafrechts und ius cogens (Völkermord, Verbrechen gegen die Menschlichkeit, Kriegsverbrechen und Verbrechen der Aggression) zunehmend eingeschränkt. Vor internationalen Gerichten sind Strafverfahren auch gegen amtierende Staatsoberhäupter zulässig. So wurde der serbische Präsident Slobodan Milošević vor dem Internationalen Strafgerichtshof für das ehemalige Jugoslawien angeklagt. Charles Taylor, bei Anklageerhebung amtierender Präsident Liberias, wurde vor dem Sondergerichtshof für Sierra Leone verurteilt. Vor dem Internationalen Strafgerichtshof ist ein Ermittlungsverfahren gegen den früheren sudanesischen Präsidenten Umar al-Baschir anhängig. Eine Überstellung aus sudanesischem Gewahrsam glückte bisher jedoch nicht. Al-Bashir ist weiterhin auf freiem Fuß. Der IStGH hat am 17. März 2023 gegen den russischen Staatspräsidenten Putin Haftbefehl erlassen.

## Entwicklung
Staatenimmunität wurde bis ungefähr zum Ersten Weltkrieg als absolutes Verbot verstanden, die Wirksamkeit von Akten eines anderen Staates innerstaatlich in Zweifel zu ziehen (Act-of-State-Doktrin). Der betroffene Staat war lediglich berechtigt, Gegenmaßnahmen zu ergreifen, auch auf diplomatischem Weg. Schon in der Antike galt der Grundsatz par in parem non habet imperium (Ein Gleicher hat über einen Gleichen keine Macht).
Mit der immer stärker zusammenrückenden Welt wurden Gegenmaßnahmen als Antwort auf feindliche Akte einer fremden Macht zunehmend als weltfriedensgefährdend angesehen. Die Act-of-State-Doktrin wurde weitgehend aufgegeben. Die Staatengemeinschaft kam zu der Überzeugung, dass es notwendig sei, staatliches Handeln in Frage zu stellen und am übergeordneten Völkerrecht zu messen.

## Überprüfbarkeit ausländischer Hoheitsakte

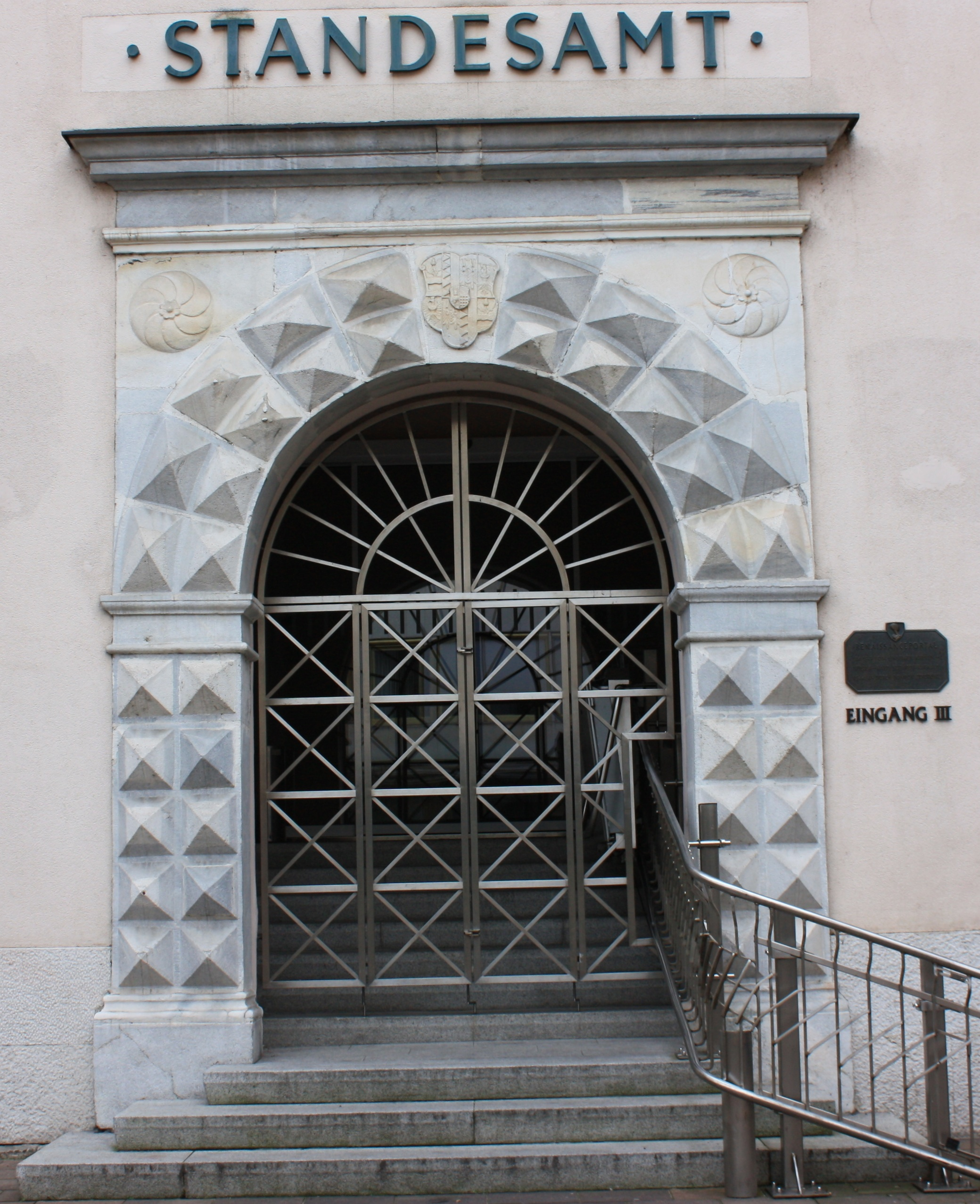
Ausländisches Recht wird von dem Standesbeamten nicht angewendet, wenn es fundamentalen innerstaatlichen Grundsätzen zuwiderläuft.

Im Ausland getroffene Hoheitsakte (sog. acta iure imperii) unterliegen als solche grundsätzlich keiner Überprüfung durch inländische Gerichte. Sie können grundsätzlich nicht durch inländische Gerichte aufgehoben werden.
Davon zu unterscheiden ist die Frage, ob ausländische Hoheitsakte im Inland Rechtswirkungen entfalten (z. B. um ein im Ausland ergangenes Urteil auf Zahlung eines Geldbetrages im Inland durch inländische Vollstreckungsorgane wie dem Gerichtsvollzieher vollstrecken zu können). Dies ist regelmäßig nur anzunehmen, wenn inländische Behörden den ausländischen Akt bestätigt haben. Akzeptanzmaßstab für die Anerkennung ist der ordre public. Er besagt, dass ein Staat berechtigt ist, den Akt eines anderen Staates als im Inland unwirksam zu betrachten, wenn er eigenen substanziellen Rechtsgrundsätzen, in Deutschland etwa den Grundrechten, zuwiderläuft (vgl. § 328 Abs. 1 Nr. 4 ZPO). Für die Anerkennung von Entscheidungen ausländischer Familiengerichte, zum Beispiel zum Sorgerecht Minderjähriger, gilt dieselbe Einschränkung (§ 109 Abs. 1 Nr. 4 FamFG).
Auch ausländische Gesetze sind von inländischen Gerichten nur zu beachten, wenn sie mit dem ordre public vereinbar sind. Der ordre public hat vor allem im Familienrecht erhebliche Bedeutung. Nach den Regeln des Internationalen Privatrechts sind inländische Gerichte verpflichtet, ausländisches Recht beispielsweise im Falle einer Scheidung zweier ausländischer in Deutschland lebender Staatsangehöriger anzuwenden (Art. 17 i. V. mit Art. 14 EGBGB). Dies unterbleibt jedoch, wenn das ausländische Recht fundamentalen deutschen Rechtsgrundsätzen zuwiderläuft (Art. 6 EGBGB).
Ähnliches gilt für die (eher seltenen) Fälle, dass inländische Behörden ausländisches Recht anzuwenden haben. Auch hier bietet das Familienrecht ein Anwendungsbeispiel: Die Eheschließung zweier ausländischer Staatsangehöriger richtet sich grundsätzlich nach deren Heimatrecht (Art. 13 EGBGB). Ein ausländischer Staatsangehöriger kann jedoch nicht unter Berufung auf die in seinem Heimatland zugelassene Vielehe eine weitere Ehe auch vor einem deutschen Standesamt schließen. Das ausländische Recht findet insoweit keine Anwendung. Der deutsche Gesetzgeber muss nicht Entscheidungen fremder Gesetzgeber respektieren, wenn sie eigenen fundamentalen Rechtsgrundsätzen (hier: dem Verbot der Vielehe, § 172 StGB) zuwiderlaufen.
Diese Sperrwirkung erfährt im Aufenthaltsrecht eine Fortführung: Der weitere Ehepartner erhält in Deutschland, falls die Ehe bereits im Ausland geschlossen wurde, keine Aufenthaltserlaubnis zum Familiennachzug (§ 30 Abs. 4 AufenthG). Insoweit wird die im Ausland geschlossene Zweitehe im Inland nicht anerkannt.

## Hoheitsakte fremder Staaten im Inland
Hoheitsakte ausländischer Staaten im Inland (z. B. die hoheitliche Tätigkeit von Botschaften und Konsulaten im Gastland) unterliegen der Staatenimmunität. Diese Maßnahmen unterliegen nicht der Gerichtsbarkeit des Gastlandes. Streitigkeiten eines Angestellten über den Bestand eines mit dem Konsulat geschlossenen Arbeitsverhältnisses, das seinem Inhalt nach originär konsularische Aufgaben zum Gegenstand hat, können nicht vor einem Arbeitsgericht des Gastlandes verhandelt werden; der beklagte Staat als Partei des arbeitsgerichtlichen Verfahrens unterliegt der Staatenimmunität.

## Militärisches Handeln – schwere Verletzungen der Menschenrechte
Staatenimmunität wird manchmal für Handlungen in Frage gestellt, die schwere Menschenrechtsverletzungen betreffen. Das oberste griechische Gericht, der Areopag, verneinte die Staatenimmunität Deutschlands hinsichtlich Entschädigungsforderungen der Angehörigen der Opfer des Massakers von Distomo (Griechenland), dem folgender Sachverhalt zugrunde lag: Nachdem 18 Angehörige der SS in einen Hinterhalt geraten waren und von griechischen Partisanen getötet wurden, umstellten deren Kameraden am 10. Juni 1944 das in der Nähe gelegene Dorf Distomo und töteten wahllos und auf besonders grausame Weise 218 Dorfbewohner. Der Areopag bestätigte am 5. Mai 2000 eine Entscheidung der Vorinstanz, wonach Deutschland zur Zahlung von umgerechnet 29 Millionen Euro Entschädigung verpflichtet sei. Zu einer Vollstreckung in Griechenland kam es in der Folgezeit nicht, weil Vollstreckungen gegen ausländische Staaten in Griechenland der Zustimmung des griechischen Justizministers bedürfen, die jedoch verweigert wurde. Die Gläubiger versuchten stattdessen, ihre titulierten Ansprüche in Italien durchzusetzen.
Die Entscheidung des Areopag wurde vielfach als Verstoß gegen die Staatenimmunität angesehen, denn die für Menschenrechtsverletzungen geltenden Ausschlüsse von Immunität betreffen stets Individuen und deren strafrechtliche Verantwortung, nicht hingegen einen ganzen Staat und dessen zivilrechtliche Haftungsverantwortlichkeit. Reparationsansprüche aus Kriegsereignissen stehen völkerrechtlich zudem dem verletzten Staat und nicht Einzelpersonen zu.

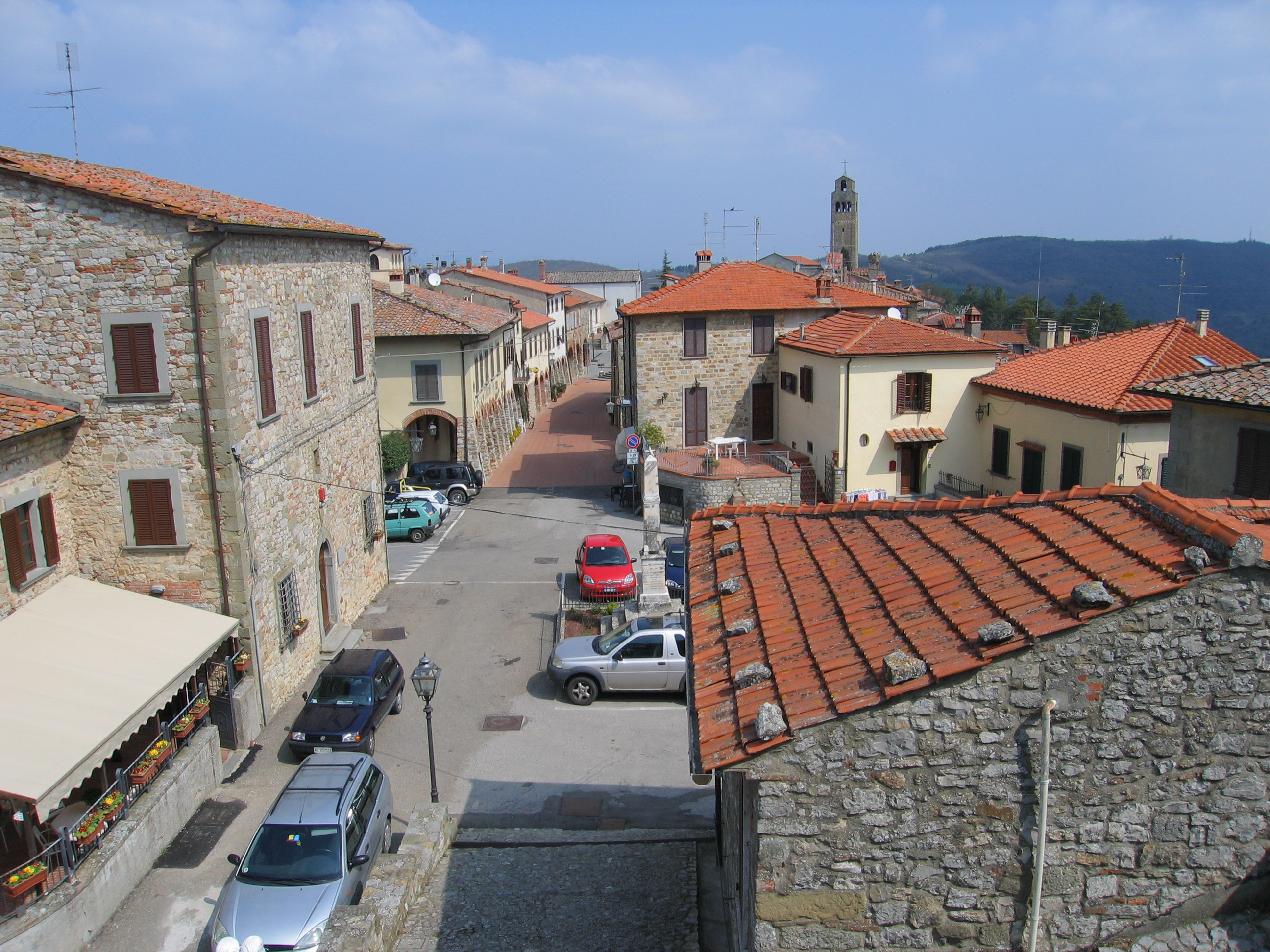
In Civitella in Val di Chiana verübte die deutsche Wehrmacht am 29. Juni 1944 ein Massaker an der Zivilbevölkerung.

In Bezug auf die Verurteilungen Deutschlands durch italienische Gerichte, u. a. den italienischen Kassationsgerichtshof, zu Entschädigungsleistungen für Kriegsgräuel der deutschen Wehrmacht im Jahre 1944 in Civitella in Val di Chiana (Italien) und die Zulassung der Zwangsvollstreckung in die Villa Vigoni, auch in Bezug auf die zuerkannten Entschädigungen im Distomo-Fall, stellte der Internationale Gerichtshof in Den Haag einen Verstoß gegen die Staatenimmunität fest. Der IGH gab der Klage Deutschlands durch Urteil vom 3. Februar 2012 statt und erklärte die italienischen Gerichtsentscheidungen für völkerrechtswidrig. Zivilrechtliche Klagen wegen schwerer Menschenrechtsverletzungen beziehungsweise schwerer Verletzungen des humanitären Völkerrechts haben in der Staatenpraxis keine Anerkennung gefunden, so dass eine Ausnahme von der Staatenimmunität nicht als geltendes Völkergewohnheitsrecht betrachtet werden könne, so der Gerichtshof in seinem Urteil. Die völkerrechtliche Zulässigkeit der strafrechtlichen Ahndung von Straftaten gegen Völkerrecht und Menschenrechte wird durch dieses Urteil nicht eingeschränkt.

## Inländische privatrechtliche Tätigkeit fremder Staaten

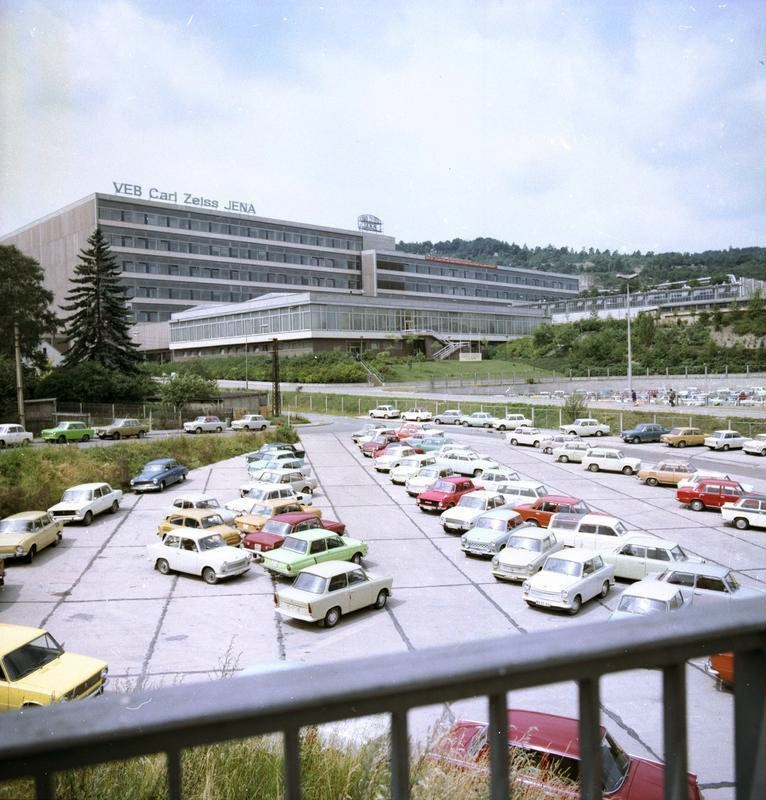
Die Tätigkeit der Staatshandelsunternehmen – hier der frühere VEB Carl Zeiss Jena in der ehemaligen DDR – fällt im Allgemeinen nicht unter die Staatenimmunität.

Mit der Ausweitung des internationalen Handelsverkehrs unter Staaten ging man dazu über, Akte, mit denen sich der Staat auf die Ebene eines Privaten begeben hat, der nationalen Gerichtsbarkeit zu unterwerfen. Dazu trug vor allem der aufkommende Staatshandel im Bereich der RGW-Staaten bei. Die Wirtschaft der Deutschen Demokratischen Republik (DDR) war nahezu vollständig verstaatlicht und in Volkseigene Betriebe (VEB) überführt worden. Hier erschien es unbillig, Streitigkeiten über Warenlieferungen und Dienstleistungen von der gerichtlichen Kontrolle nur deswegen auszunehmen, weil der Vertragspartner systembedingt ein staatliches Organ war. Allgemein – auch außerhalb des Handels mit RGW-Staaten – unterfallen Akte, bei denen der Staat als Handelspartner im Geschäftsleben aufgetreten ist, als acta iure gestionis nicht der Staatenimmunität.
Dies gilt auch dann, wenn das privatrechtliche Handeln in einem hoheitlichen Umfeld erfolgt. Das Bundesverfassungsgericht sah in der Behandlung einer Zahlungsklage eines Handwerkers gegen Iran vor einem deutschen Gericht wegen einer Reparatur an der Heizungsanlage der iranischen Botschaft in Bonn keine Verletzung der Staatenimmunität, weil dieser Vertrag nicht der hoheitlichen Betätigung des iranischen Staates zuzuordnen war, wenn er ihr auch letztlich diente.
Die häufigsten Probleme liegen in der zutreffenden Einordnung des Verhaltens des Staates zu einem der beiden Bereiche.
Klarheit besteht im Wesentlichen, wenn das Geschäft nur in hoheitlicher Form (Verwaltungsakt, öffentlich-rechtlicher Vertrag) abgewickelt werden kann, beispielsweise bei einem Vertrag zur Einrichtung einer gemeinsamen Waffenerprobung. Erfüllt ein Vertragspartner seine Pflichten nicht, kann er der gerichtlichen Inanspruchnahme die Staatenimmunität entgegenhalten. Anders ist es, wenn er Lebensmittel oder Geräte von einem anderen Staat kauft. Hier handelt er wie eine Privatperson und ist im Streitfalle der nationalen Gerichtsbarkeit unterworfen. Dass das Geschäft zugleich öffentlichen Zwecken dient (z. B. der Versorgung der Bevölkerung bei Naturkatastrophen), ist unerheblich. Insofern kommt es nicht auf den hinter dem Geschäft stehenden Zweck, sondern auf die objektive Natur des Geschäfts an. Beim Lebensmittelkauf steht der privatrechtliche Charakter des Rechtsgeschäfts im Vordergrund.
Problematisch ist es bei Gütern, mit denen Privatpersonen typischerweise nicht handeln können (z. B. beim Kauf von Kriegsgerät). Problematisch ist auch das Handeln der vom Staat abhängigen Institutionen, z. B. von Staatsbanken und Staatsunternehmen. Hier muss im Einzelfall geprüft werden, ob hoheitliche oder privatrechtliche Tätigkeit vorliegt.
Allgemein problematisch ist auch schlichtes deliktisches Handeln von Vertretern fremder Staaten im Inland. Als Beispiele sind hier Verkehrsunfälle und private Auseinandersetzungen (insbesondere Körperverletzungen) zu nennen, an denen Diplomaten beteiligt sind. Als Handlungen, die oft in keinem unmittelbaren Bezug zur dienstlichen Tätigkeit stehen, steht der Anrufung der nationalen Gerichte wegen einer Schadensersatzforderung des Geschädigten die Staatenimmunität grundsätzlich nicht entgegen. Diplomaten genießen jedoch eine besondere diplomatische Immunität, die über die Wirkungen der Staatenimmunität hinausgeht: Aufgrund der ihnen zustehenden persönlichen Immunität sowohl für den dienstlichen als auch für den außerdienstlichen Bereich
(Art. 29, Art. 31 WÜD) ist eine strafrechtliche Verfolgung vor nationalen Gerichten überhaupt nicht und eine zivilrechtliche nur in sehr geringem Umfang zulässig (zu den Einzelheiten siehe Hauptartikel Diplomatenstatus). Die statt gegen den Diplomaten gegen den Heimatstaat gerichteten Klagen haben regelmäßig keinen Erfolg, weil sich der Heimatstaat des Diplomaten dessen privates Fehlverhalten nicht zurechnen lassen muss.

## Abgrenzung zwischen Erkenntnis- und Vollstreckungsverfahren
Auch wenn ein Staat zulässigerweise in einem Erkenntnisverfahren verurteilt wird, bedeutet das nicht, dass ohne weiteres auch in das Vermögen des Staates vollstreckt werden kann. Auch insofern ist zu unterscheiden, ob das Vermögen der hoheitlichen Tätigkeit des Staates zuzuordnen ist (z. B. bei der Guthabenpfändung eines Botschaftskontos) oder ob es um Gegenstände geht, die der Staat als Fiskus hält.

## Staatenimmunität im europäischen und internationalen Vertragsrecht
Die Staaten des Europarats haben mit dem Europäischen Übereinkommen über Staatenimmunität vom 16. Mai 1972 (auch Basler Abkommen genannt) einen ersten Versuch unternommen, den bis dahin gesicherten Stand des Völkerrechts über die Immunitäten eines Staates im gerichtlichen Erkenntnisverfahren zu kodifizieren. Das Abkommen ist am 16. August 1990 für Deutschland (BGBl. 1990 II S. 34), am 11. Juni 1976 für Österreich und am 7. Oktober 1982 für die Schweiz in Kraft getreten. Weitere Vertragspartner sind bisher nur Belgien, Luxemburg, Niederlande, das Vereinigte Königreich und Zypern.
Auch die Vereinten Nationen haben am 2. Dezember 2004 ein Übereinkommen der Vereinten Nationen über die Immunität der Staaten und ihres Vermögens von der Gerichtsbarkeit verabschiedet, das zur Unterzeichnung ausliegt. Das Abkommen ist bisher nicht in Kraft getreten, da es mindestens von 30 Staaten ratifiziert worden sein muss, es gegenwärtig (Stand: 24. März 2024) aber nur 23 Staaten ratifiziert haben.

## Weitere Beispielsfälle zur Staatenimmunität

### Fall Al-Adsani

Die Staatenimmunität geht der Durchsetzung von Entschädigungsforderungen für Menschenrechtsverletzungen nach Auffassung des Europäischen Gerichtshofs für Menschenrechte vor.

Al-Adsani war ein kuwaitischer Soldat, der auch zugleich die britische Staatsangehörigkeit besaß. Nach seinen (nicht bewiesenen) Angaben habe sich Folgendes zugetragen: Mit der Besetzung Kuwaits durch Irak im Jahre 1991 habe er beschlossen, nach Kuwait zurückzukehren und als Pilot in der kuwaitischen Luftwaffe gegen den Irak zu kämpfen. Nach der erfolgreichen Invasion habe er in der Widerstandsbewegung weitergekämpft. In dieser Zeit seien ihm mehrere Videokassetten in die Hände gefallen, die einen kuwaitischen Scheich in sexuell kompromittierenden Situationen zeigten. Unter ungeklärten Umständen seien die Videos an die Öffentlichkeit gelangt. Der Scheich, der ein Verwandter des Emirs und eine einflussreiche Persönlichkeit sei, habe Al-Adsani dafür verantwortlich gemacht. Nach der Befreiung Kuwaits sei der Scheich in das Haus Al-Adsanis eingedrungen, habe ihn unter vorgehaltener Waffe in einem staatseigenen Fahrzeug in ein staatliches Gefängnis gebracht, wo er drei Tage verbracht habe und mehrfach von den Wärtern geschlagen worden sei. Zwei Tage nach seiner Entlassung habe ihn der Scheich erneut mit vorgehaltener Waffe zum Palast des Bruders des Emirs gebracht. Dort sei er in ein Schwimmbecken getaucht worden, in dessen Wasser Leichen schwammen. Anschließend sei er in ein Zimmer mit benzingetränkten Matratzen gebracht worden, die in Brand gesetzt worden seien. Dabei habe er schwere Verbrennungen erlitten.
Nach seiner Rückkehr nach England verklagte er den Scheich und den Staat Kuwait vor einem britischen Gericht auf Schadensersatz wegen der erlittenen Körperverletzungen. Gegen den Scheich erging ein Versäumnisurteil, das mangels pfändbaren Vermögens des Scheichs in England nicht vollstreckt werden konnte. Die Zustellung der Klageschrift an den Staat Kuwait lehnte der Londoner High Court ab. Das Berufungsgericht ließ die Zustellung der Klage zu. Kuwait beantragte die Streichung des Verfahrens. Der High Court entsprach diesem Antrag, weil Kuwait nach britischem Recht Immunität zustehe. Die hiergegen eingelegte Berufung wurde zurückgewiesen. Das House of Lords entschied, keine Revision zuzulassen. Versuche Al-Adsanis, auf diplomatischem Wege Entschädigung zu erhalten, scheiterten.
Die gegen die britischen Gerichtsentscheidungen erhobene Menschenrechtsbeschwerde, in der Al-Adsani vortrug, der Menschenrechtsschutz verpflichte Großbritannien, einem seiner Bürger zur Erlangung effektiven Rechtsschutzes zu verhelfen und genieße Vorrang vor der Staatenimmunität, blieb ebenfalls der Erfolg versagt. Der EGMR vertrat im Urteil vom 21. November 2001 – mit einer äußerst knappen Mehrheit von neun zu acht Stimmen – die Auffassung, trotz der herausragenden Bedeutung des Folterverbots sei es im Völkerrecht noch nicht anerkannt, dass Staaten im Falle von zivilrechtlichen Schadensersatzklagen wegen außerhalb des Vertragsstaates begangener Folterungen keine Staatenimmunität mehr verlangen könnten. Dies gelte umso mehr, als das in Art. 3 der Europäischen Menschenrechtskonvention (EMRK) enthaltene Folterverbot und das in Art. 6 Abs. 1 EMRK gewährte Recht eines effektiven Rechtsschutzes in Übereinstimmung mit den anderen Regeln des Völkerrechts, dessen integraler Bestandteil diese Artikel seien, das aber auch die Staatenimmunität mitumfasse, auszulegen seien.

### Fall Pinochet

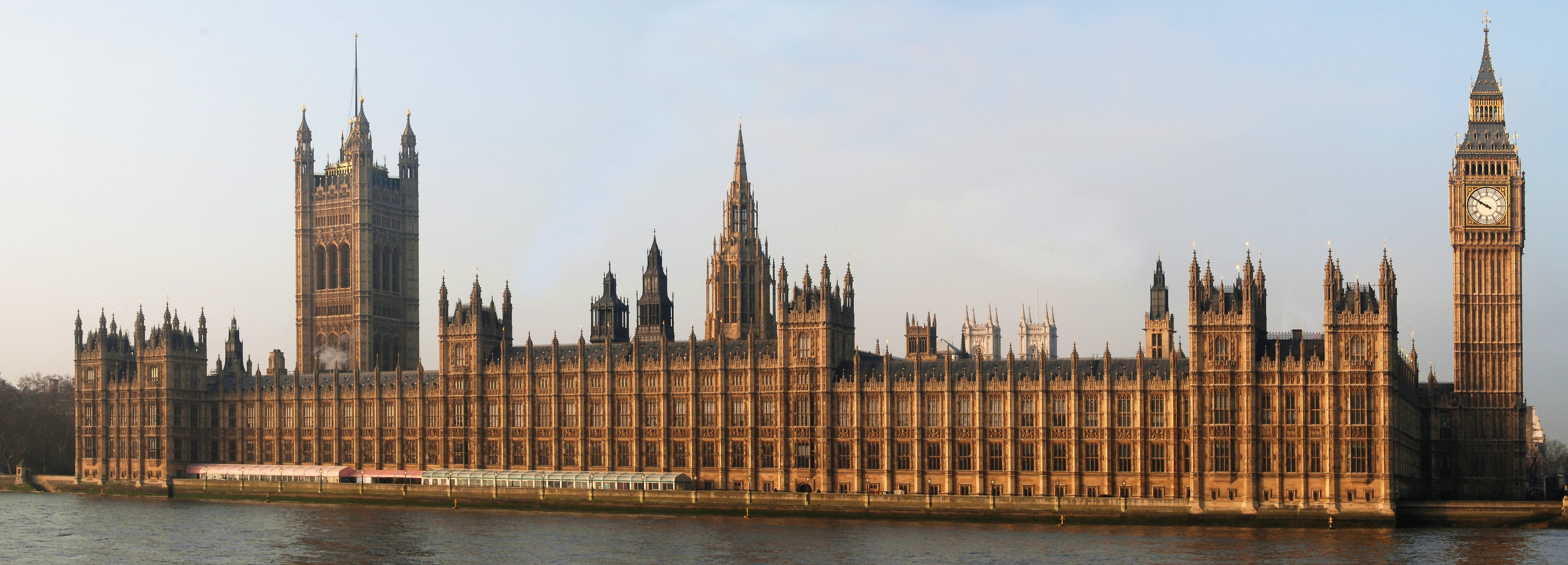
Das House of Lords sprach Pinochet im März 1999 die Immunität ab.

Dem in den Jahren 1973 bis 1990 amtierenden chilenischen Staats- und Regierungschef Augusto Pinochet war nach der Machtübergabe an eine demokratische Regierung die Stellung eines Senators auf Lebenszeit zuerkannt worden. Zwischen 1994 und 1997 besuchte er Großbritannien mehrfach mit dem Rang eines Sonderbotschafters. Ihm wurden die normalen diplomatischen Vorrechte gewährt.
Als er im September 1998 erneut mit Diplomatenstatus in das Vereinigte Königreich einreiste, um sich einer Operation zu unterziehen, erließ die Londoner Staatsanwaltschaft Haftbefehl gegen Pinochet. Der Haftbefehl erging aufgrund eines Auslieferungsersuchens von Spanien. Spanien warf Pinochet Beteiligung an Völkermord, Folter und Geiselnahmen in Chile und anderen Staaten während seiner Amtszeit als Staatschef vor.
Das gegen die Verhaftung angerufene House of Lords entschied, dass Pinochet keine Immunität zustand. Für die während seiner Amtszeit als Staatsoberhaupt begangenen Taten konnte Pinochet wegen seiner grundsätzlich auch nach Amtsende fortbestehenden Amtsimmunität nicht belangt werden; jedoch erfuhr der aus der Staatenimmunität fließende Schutz des Staatsoberhaupts durch das am 30. Oktober 1988 auch für Chile in Kraft getretene Übereinkommen vom 10. Dezember 1984 gegen Folter und andere grausame, unmenschliche oder erniedrigende Behandlung oder Strafe (BGBl. 1990 II S. 246) eine Einschränkung: Dessen Art. 5 Abs. 2 verpflichtet die Vertragsstaaten, die notwendigen Maßnahmen zu treffen, um nationale Gerichtsbarkeit über die von dem Abkommen geächteten Straftaten zu begründen. In dieser Formulierung erblickte das House of Lords einen völkervertraglichen Verzicht Chiles auf die Immunität für die nach dem 30. Oktober 1988 begangenen Tatvorwürfe. Zu einer Auslieferung Pinochets an Spanien kam es dennoch nicht: Er wurde auf Weisung von Innenminister Straw am 2. März 2000 freigelassen und kehrte sofort nach Chile zurück.

### Haftbefehl-Fall (Kongo ./. Belgien)

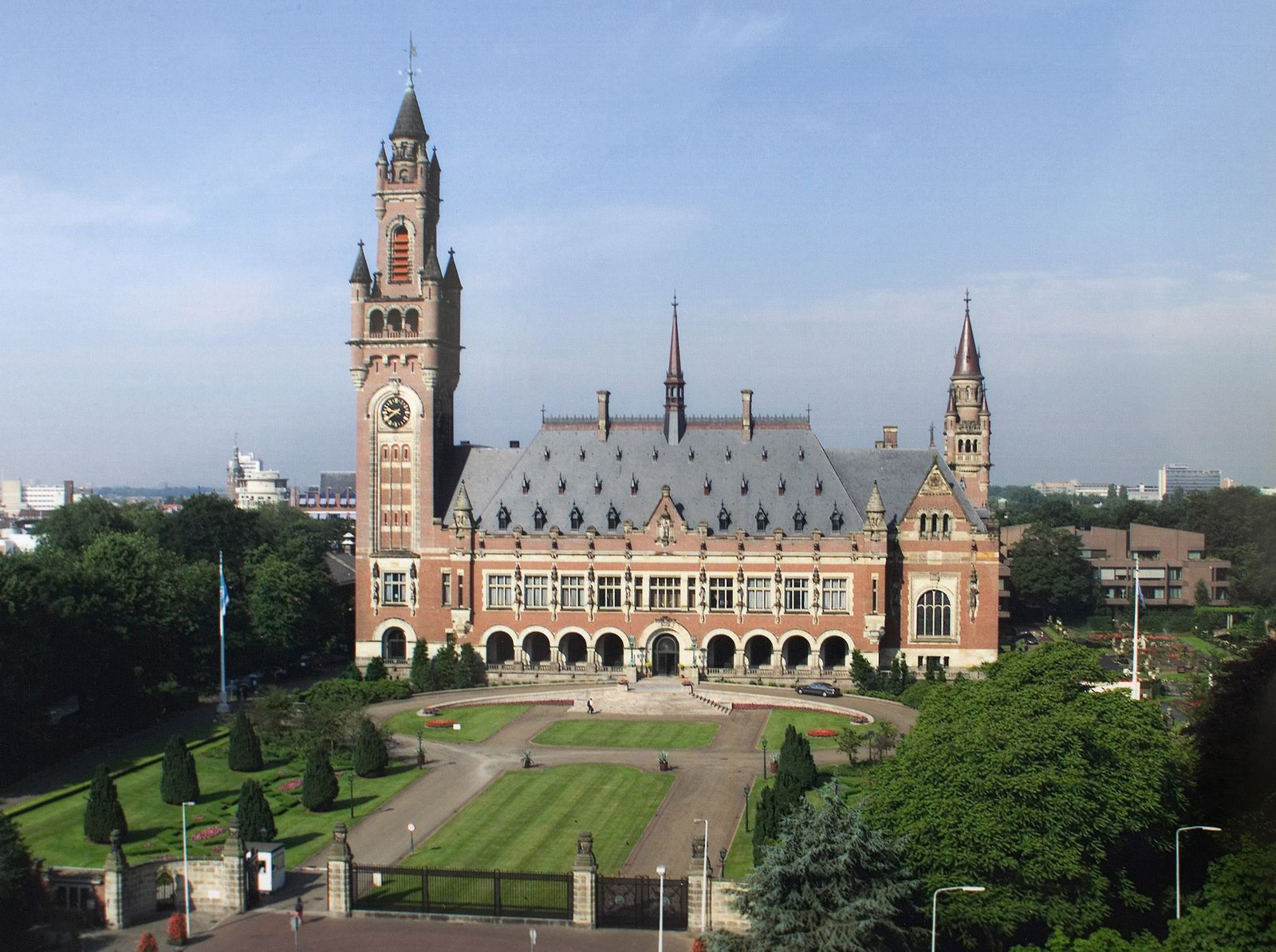
Nach der Rechtsprechung des Internationalen Gerichtshofs in Den Haag fallen amtierende Außenminister eines Staates unter die Staatenimmunität.

Ein weiteres Beispiel für die Wirkungen der Staatenimmunität bildete der letztlich vor dem IGH ausgetragene Konflikt zwischen Belgien und Kongo über einen von einem belgischen Untersuchungsrichter ausgestellten Haftbefehl gegen den damaligen kongolesischen Außenminister Abdoulaye Yerodia Ndombasi.
Grundlage hierfür war ein belgisches Gesetz aus dem Jahre 1993, das eine Bestrafung schwerer Verstöße gegen die Genfer Konvention und die Zusatzprotokolle I und II auch für Taten vorsah, die außerhalb Belgiens begangen wurden. Der Anwendungsbereich des Gesetzes erstreckte sich unter anderem auf Völkermord und Verbrechen gegen die Menschlichkeit.
Dem kongolesischen Außenminister wurde vorgeworfen, vor seinem Amtsantritt durch öffentliche Auftritte zu Ausschreitungen gegen die Bevölkerungsgruppe der Tutsi aufgerufen zu haben, in deren Folge es zu Hunderten von Lynchmorden, Hinrichtungen und willkürlichen Verhaftungen gekommen sei. Kongo berief sich auf die Staatenimmunität seines Außenministers.
Obwohl der belgische Haftbefehl offizielle Besuche Yerodias in Belgien ausdrücklich von seiner Geltung ausnahm, erblickte der Internationale Gerichtshof am 14. Februar 2002 in dem belgischen Gesetz und dem Haftbefehl einen Verstoß gegen die Staatenimmunität. Die einem amtierenden Außenminister zustehende Immunität diene dazu, diesem die Erfüllung seiner repräsentativen Aufgaben während internationaler Verhandlungen und Konferenzen zu ermöglichen. Hierzu stehe ihm völkergewohnheitsrechtlich persönliche Immunität für hoheitliches wie für privates Handeln zu. Diese Immunität schütze den Außenminister vor jeglichem Eingriff anderer Staaten, der ihn bei der Erfüllung seiner Aufgaben behindern würde. Den Einwand Belgiens, die Immunität schütze den Außenminister nicht davor, wegen Völkermords oder Verbrechen gegen die Menschlichkeit verfolgt zu werden, ließ der IGH nicht gelten, weil es eine völkerrechtliche Regel des Inhalts, amtierenden Außenministern vor nationalen Gerichten die Immunität zu versagen, nicht gäbe. Dies folge insbesondere nicht aus dem Fall Pinochet. Möglich sei eine Strafverfolgung vor den Gerichten des Heimatlandes. Nach dem Amtsende sei Strafverfolgung vor fremden Gerichten für Handlungen möglich, die vor Amtsantritt lagen oder nach Amtsende begangen wurden, und für private, auch während der Amtszeit begangene Handlungen. Während und nach der laufenden Amtszeit bestehe die Möglichkeit der Strafverfolgung vor internationalen Gerichten, nicht aber vor einem nationalen Gericht. Belgien musste den Haftbefehl aufheben und sein nationales Gesetz ändern.

### Fall Honecker

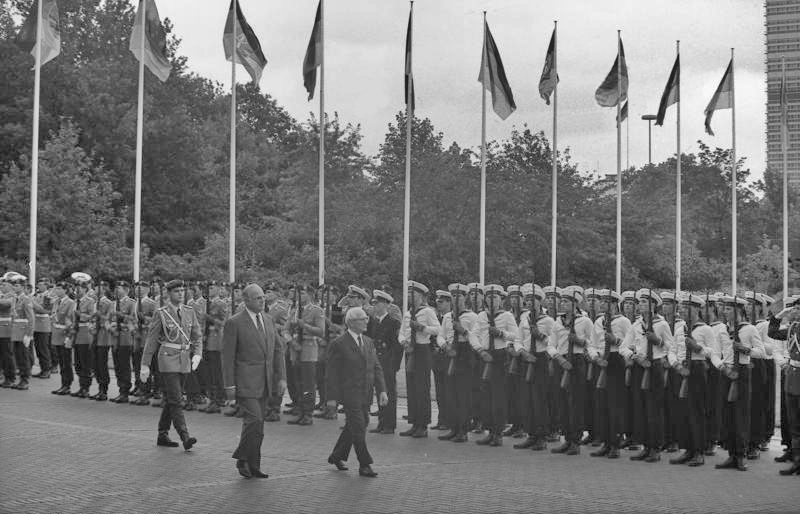
Um beim Besuch Honeckers in Bonn dessen Immunität sicherzustellen, wurde vorab das Gerichtsverfassungsgesetz geändert.

Nach Inkrafttreten des Grundlagenvertrags zwischen der Bundesrepublik Deutschland und der Deutschen Demokratischen Republik 1972 bestanden insbesondere seit Anfang der 1980er Jahre seitens der Regierung der DDR Überlegungen für einen Staatsbesuch des Staats- und Parteichefs Erich Honecker in Bonn. Die Pläne wurden nicht nur wegen der weltpolitischen Lage zurückgestellt; ihre Umsetzung verzögerte sich auch wegen des ungeklärten Status Honeckers in Westdeutschland. Die DDR befürchtete, wegen der verfassungsrechtlichen Situation der Bundesrepublik, die DDR nicht als Ausland anzuerkennen, käme Honecker nicht die Immunität eines ausländischen Staatsoberhaupts zu. Tatsächlich lagen zu dieser Zeit mehrere Strafanzeigen gegen Honecker vor, die bei fehlender Immunität dessen Verhaftung befürchten ließen. Erst als der Bundestag im Zweiten Gesetz zur Änderung des Bundeszentralregistergesetzes vom 17. Juli 1984 (BGBl. I S. 990) den heute noch geltenden § 20 Abs. 1 GVG einfügte (die sog. Lex Honecker), konnte der Besuch Honeckers in der Bundesrepublik 1987 schließlich stattfinden.